# Adelaide Lambert
Adelaide Lambert   (Ancón, 27 d'octubre de 1907 - Bremerton, 17 d'abril de 1996), coneguda un cop casada com a Adelaide Ballard, va ser una nedadora estatunidenca que va competir durant la dècada de 1920.
El 1928 va prendre part en els Jocs Olímpics d'Amsterdam, on va guanyar la medalla de plata en els 4x100 metres lliures del programa de natació. Formà equip amb Eleanor Garatti, Martha Norelius i Albina Osipowich. En el seu palmarès també destaquen diversos campionats de l'Amateur Athletic Union.